# Tonko Vukušić
Tonko (Cico) Vukušić (Split, 24. svibnja 1934. – Vinkovci, 17. siječnja 2011.) bio je hrvatski nogometaš i nogometni trener. Osnovnu školu i gimnaziju završio u Vinkovcima. U Zagrebu završio Fakultet za fizičku kulturu smjer nogomet i Fakultet političkih znanosti. Nakon završenih fakulteta, radio je kao srednjoškolski profesor na Srednjoj tehničkoj školi u Vinkovcima i kao trener vinkovačkog NK „Dinama“ (kasnije „Cibalia“). Godine 1982. uveo vinkovački „Dinamo“ u Prvu ligu SFRJ. Od tada je profesionalni nogometni trener. Godine 1991. HNK „Cibalia“ uvodi kao trener drugi puta u prvu ligu, ali ovaj puta u novoosnovanu Prvu hrvatsku nogometnu ligu. Pored još nekih drugih hrvatskih nogometnih klubova trenirao je i FC “Croatia“ iz Toronta. Bio je predsjednik Udruženja prvoligaških trenera Hrvatske, član je stručnih komisija HNS i sportski manager HNK „Cibalia“.
Tonko Vukušić je otac Mirka Vukušića, hrvatskog vojnog pilota koji je poginuo u Domovinskom ratu.